# Teherankonferencen
Teherankonferencen var et møde mellem Josef Stalin, Franklin Delano Roosevelt og Winston Churchill fra 28. november til 1. december 1943, som fandt sted i Teheran, Iran. Det var den første krigskonference mellem de tre magter, hvor Stalin var til stede. Den efterfulgte Kairokonferencen og blev efterfulgt af Jaltakonferencen og senere Potsdamkonferencen. Hoveddiskussionen omhandlede åbningen af en ny front i Vesteuropa. Stalin var meget interesseret i, at det ikke kun var Sovjetunionen, der ved Østfronten skulle kæmpe mod tyskerne, men at USA og Storbritannien ville åbne en vestfront. Ved konferencen blev man også enige om at garantere Irans uafhængighed.
Vigtigst var konferencen for at organisere og planlægge den endelige strategi for krigen mod Nazi-Tyskland og dets allierede.

## Vigtige konklusioner af Teherankonferencen
1. Der blev opnået enighed om, at partisanerne i Jugoslavien skulle støttes med forsyninger og også med kommandooperationer.
2. Det var meget ønskeligt, at Tyrkiet skulle slutte sig til krigen på de allieredes side før slutningen af året.
3. Dersom Tyrkiet ville gå i krig, skulle Sovjetunionen støtte landet.
4. 30. november blev det noteret, at Operation Overlord (de allieredes landgang i Normandiet) skulle sættes i gang i maj 1944 samtidig med en operation mod det sydlige Frankrig.
5. Sovjet skulle gå ind i krigen mod Japan, når krigen i Europa var afsluttet.
6. Man blev enige om, at de tre landes militærstabe skulle etablere kontakter med hinanden.

35°41′55″N 51°24′52″Ø / 35.6985869°N 51.4143533°Ø